# Operakomponister
Betydende operakomponister er en guide til de vigtigste operakomponister, idet komponisterne er udvalgt efter deres optagelse på andre lister over betydende operakomponister. (Se afsnittet "referencelister" for detaljer herom.) Listen starter med Jacopo Peri, der skrev den første opera nogensinde i slutningen af det 16. århundredes Italien og fører frem til John Adams, en af de førende skikkelser i moderne opera. I korte noter gives der henvisninger til kilder om hver komponist, der bliver betragtet som vigtig. Afslutningsvis findes et afsnit om betydende kvinderlige operakomponister, indsamlet fra ovennævnte lister. For en introduktion til operaens historie, se opera. Listen er organiseret efter fødselsdato.

## Betydende mandlige opera komponister

### 1550-1699
- Jacopo Peri (1561-1633). En florentiner, der komponerede den den første opera nogensinde, Dafne (1598) og den første overleverede opera, Euridice (1600).[2]
- Claudio Monteverdi (1567-1643) betragtes generelt som den første store operakomponist.[3] I Orfeo (1607) blandede han Peris operaeksperimenter med overdådige elementer fra intermediet.[4] Senere, i Venedig i 1640'erne, medvirkede han til at gøre opera til en kommercielt levedygtig form med Il ritorno d'Ulisse in patria og L'incoronazione di Poppea, en af de tidligste operaer i nutidens operarepertoire.
- Francesco Cavalli (1602-1676). Cavalli var blandt de vigtigste af Monteverdis efterfølgere og var stærkt medvirkende til at sprede operagenren til hele Italien, ligesom han også bidrog til at indføre den i Frankrig. Hans Giasone blev "den mest populære opera i det 17. århundrede".[5]
- Jean-Baptiste Lully (1632-1687). I tæt samarbejde med tekstforfatteren Philippe Quinault grundlagde Lully traditionen for tragédie en musique,[6], der kombinerer sang, dans og visuel forestilling. Denne undergenre skulle forblive den mest prestigefyldte i fransk opera i næsten hundrede år.
- Henry Purcell (1659-1695). Purcell var den første engelske operakomponist af betydning. Hans mesterværk er Dido og Aeneas.[7]
- Alessandro Scarlatti (1660-1725). Scarlatti var en nøgleperson i udviklingen af opera seria og hævdede at have komponeret over 100 operaer, hvoraf La Griselda er værd at bemærke.[8]
- Jean-Philippe Rameau (1683-1764) var den vigtigste franske operakomponist i det 18. århundrede. Han arbejdede videre med genren som etableret af Lully[9] og skrev værker af stor musikalsk opfindsomhed. Rameaus musikalske vovemod skabte store kontroverser på hans tid,[9] men han var en vigtig indflydelse for Gluck.
- John Gay (1685-1732) og Johann Christoph Pepusch (1667-1752). Gay og Pepusch skabte den første engelske ballad opera, den bidende politiske satire, The Beggar's Opera.[10]
- Georg Friedrich Händel (1685-1759). Händels barokke opere serie satte standarden på den tid.[1] På trods af de noget faste konventioner i opera seria har Händels mere end 30 operaer fundet et nyt publikum i moderne tid. Et af hans mesterværker i genren er Giulio Cesare in Egitto.

### 1700-1799
- Giovanni Battista Pergolesi (1710-1736). Selvom Pergolesi også komponerede opere serie, blev hans mest indflydelsesrige værk den korte opera buffa, La Serva padrona.[11]
- Christoph Willibald Gluck (1714-1787) var en central figur i omdannelsen af barok til klassisk opera, der banede vejen for Mozart, men hans indflydelse strakte sig langt videre ind i det 19. århundrede til personligheder som både Berlioz og Wagner, der anerkender deres gæld til ham. I hans reformoperaer fra Orfeo ed Euridice og fremefter søgte han at forkaste de formelle konventioner fra opera seria og skrive musik af en "smuk enkelhed" (som han selv sagde)[12]; i sine operaer ville Gluck koncentrere sig om dramaet snarere end søge musikalsk virtuositet for dens egen skyld.
- Domenico Cimarosa (1749-1801). Italiensk komponist der mest er kendt for sin opera buffa, Il matrimonio Segreto, der danner bro mellem komedier af Mozart og Rossini.[13]
- Wolfgang Amadeus Mozart (1756-1791). Med afsæt i Glucks operareform skrev Mozart en serie komiske værker i samarbejde med Lorenzo da Ponte (Così fan tutte, Don Giovanni, og Le nozze di Figaro), som er blandt de mest populære operaer i repertoiret i dag,[14] sammen med hans Singspiel Die Zauberflöte.
- Luigi Cherubini (1760-1842). Cherubini var gluckist; hans mest berømte opera er Médée. Titelrollen har været en udfordring for sopraner (heriblandt Maria Callas), siden værket fik premiere i 1797.[15]
- Ludwig van Beethoven (1770-1827) skrev en af de største tyske operaer,[16] Fidelio , en fortælling om frihed og politisk undertrykkelse.
- Gaspare Spontini (1774-1851). Selvom han var italiensk, er Spontini bedst kendt for sit arbejde i Frankrig i Napoleontiden. Hans mesterværk La vestale er påvirket Bellini og Berlioz.[17]
- Daniel François Esprit Auber (1782-1871). Auber er en fransk komponist, der er kendt for sine opstemte opéras comiques som Fra Diavolo og Le domino noir. Hans store opera La muette de Portici fik uventet politisk indflydelse, da en opførelse i Bruxelles i 1830 udløste en revolution, der førte til oprettelsen af Belgien.[18]

- Carl Maria von Weber (1786-1826) grundlagde tysk romantisk opera[19] for at udfordre den italienske bel cantos dominans. Weber var en mester i at fremmane stemninger gennem orkestret men fik aldrig gode tekstforfattere, og kun ét af hans værker,Der Freischütz opføres stadig hyppigt i dag. Selvom han døde ung, var hans indflydelse på senere tyske komponister, især Wagner, enorm.
- Giacomo Meyerbeer (1791-1864). Meyerbeer var en af de fremmeste komponister af fransk grand opéra, og hans ekstravagante værker som Les huguenots og Le prophète blev uhyre populære på deres tid.[20]
- Gioachino Rossini (1792-1868) forbinder italiensk bel canto med grand opéra. Hans udødelige Il barbiere di Siviglia er den eneste af hans operaer, der løbende er blevet opført i det 20. århundrede,[21] men hans alvorlige operaer som Semiramide og Ermione er også anerkendt som mesterværker, nu hvor sangere med egnet sangteknik igen er til rådighed til at udføre dem. Guillaume Tell, hans svanesang, er udført i den helt store stil,[21] hvis lige man skal til Verdi, Mussorgsky og Wagner for at finde.
- Gaetano Donizetti (1797-1848). Sammen med Rossini og Bellini er Donizetti almindeligt anerkendt som en af bannerførerne for bel canto-stilen. Det er den generelle opfattelse, at hans mesterværk er Lucia di Lammermoor.[22]
- Jacques Fromental Halévy (1799-1862). Sammen med Meyerbeer var Halévy den mest kendte komponist af fransk grand opéra. Hans vigtigste værk er La Juive, en historie om religiøs intolerance i det 15. århundrede Tyskland.[23]

### 1800-1849
- Vincenzo Bellini (1801-1835). På grund af værker som Norma og I puritani er Bellini nu anerkendt som en af de største bel canto-komponister.[24]
- Hector Berlioz (1803-1869). Berlioz' forsøg på at skabe sig en operakarriere blev modarbejdet af et fantasiløst musikalsk establishment.[25] Alligevel lykkedes det ham at komponere Benvenuto Cellini, Béatrice et Benedict og hans mesterværk, den episke Les Troyens,[26] der er den eneste franske opera, der med sin størrelse udfordrer Wagners musikdramaer. Berlioz' dramatiske legende, La damnation de Faust, er også blevet iscenesat som en opera i de senere år.
- Mikhail Glinka (1804-1857) grundlagde den russiske operatradition med sit historiske drama Livet for tsaren og hans eventyrstykke om Ruslan og Lyudmila.[27]
- Ambroise Thomas (1811-1896). Fransk komponist der er kendt for operaerne Mignon og Hamlet.[28]
- Richard Wagner (1813-1883). Wagner revolutionerede operaen. I en række "musikdramaer" som Tristan und Isolde, Parsifal og frem for alt hans episke tetralogi Der Ring des Nibelungen afskaffede Wagner den traditionelle skelnen mellem recitativ og arie til fordel for den banebrydende gennemkomponerede operastil, der undgår de traditionelle kadencer. Berømte for deres gigantiske omfang betegner Wagners værker også en bevægelse væk fra traditionel tonalitet.[29]
- Giuseppe Verdi (1813-1901) havde en lang komponistkarriere og udviklede kontinuerligt sin stil. Blandt hans mest kendte værker er Rigoletto, Il trovatore, La traviata, Don Carlos, Aida og Otello. Verdi blev hånet af kritikere i løbet af sin levetid og opfattes selv i dag som melodramatisk, men hans operaer går deres sejrsgang på verdens operascener.[30]
- Charles Gounod (1818-1893) skrev lyriske operaer efter litterære temaer, herunder Roméo et Juliette og Mireille. Hans Faust er en af de mest populære operaer, der nogensinde er skrevet, og holder stadig scenen i dag[26] på trods af anklager for "viktorianisme".

- Jacques Offenbach (1819-1880) grundlagde den franske operette og var en produktiv komponist af værker, som opnåede enorm succes hos det parisiske publikum på grund af deres iørefaldende melodier og satiriske bid som i La vie Parisienne og Orphée aux enfers.[31] Ved sin død var Offenbach i gang med at arbejde på en mere alvorlig opera, Les contes d'Hoffmann.
- Bedřich Smetana (1824-1884) etablerede den nationale tjekkiske opera med historiske episke værker som Dalibor.[32] Hans folkekomedie Den solgte brud har opnået en plads i det internationale operarepertoire.
- Aleksandr Borodin (1833-1887). En "weekendkomponist", som tilbragte 17 år med at arbejde på en enkelt opera, Prince Igor, som nu er en central del af det russiske repertoire.[33]
- Camille Saint-Saëns (1835-1921). Fransk komponist som skrev omkring et dusin operaer, hvoraf en, den bibelske Samson et Dalila har fået en sikker plads på repertoiret.[34]
- Léo Delibes (1836-1891). Fransk komponist som skrev Lakmé, der er kendt for sin blomsterduet, og som er yndet af koloratursopraner.[35]
- Georges Bizet (1838-1875). Bizets mesterværk, Carmen, er en fast bestanddel af repertoiret på operahuse verden over og en af verdens mest kendte operaer. Ved premieren forargede den såvel kritikere som publikum på grund af det kontroversielle plot.[36]
- Modest Mussorgskij (1839-1881). Mussorgskij skrev kun én opera, men Boris Godunov blev inspirationskilde for generationer af russiske komponister på grund af sin enestående nationalistiske karakter. [37]
- Pjotr Iljitj Tjajkovskij (1840-1893). Tjaikovskijs internationale berømmelse som operakomponist hviler hovedsagelig på to værker, Eugen Onegin og Spar Dame.[38] Tjajkovskij var mindre interesseret i at dyrke en særlig russisk stil end hans samtidige Mussorgskij, men lod sig også inspirere af Mozart, bel canto og Bizets Carmen.[39]
- Emmanuel Chabrier (1841-1894) havde ambitioner om at skrive operaer i Wagners stil, men er nu mest kendt for lettere stykker, som L'Etoile og Le roi malgré lui, som blev meget beundret af Ravel og Poulenc.[40]
- Antonín Dvořák (1841-1904) var den førende tjekkiske komponist mellem Smetana og Janáček. Hans Rusalka, baseret på legenden om Undine, er hans mest populære arbejde internationalt.[41]
- Jules Massenet (1842-1912). Masssenet er formentlig den mest repræsentative franske operakomponist for sin tids art nouveau. Han var en produktiv og alsidig kunstner, hvis værker omfatter en bred vifte af temaer.[42] Hans popularitet falmede lidt efter Første Verdenskrig, men Werther og Manon opføres stadig regelmæssigt i operahuse.[43]
- Nikolaj Rimskij-Korsakov (1844-1908). Russisk komponist, der skrev farverige operaer om legendariske og historiske emner.[44]

### 1850-1899
- Leos Janáček (1854-1928). Janáčeks første modne opera (Jenůfa) blandede melodier inspireret af folkesangs-lignende melodier og en vægt på en naturlig talerytme som hos Mussorgskij med et karakterdrevet plot;[45] hans senere værker blev mere og mere stramme med tilbagevendende melodiske fragmenter, lyriske udbrud og utraditionel orkestrering.
- Ruggiero Leoncavallo (1857-1919) var en italiensk komponist forbundet med verismen. Hans I pagliacci er er en del af det faste operarepertoire og opføres hyppigt sammen Mascagnis Cavalleria rusticana.[46]
- Giacomo Puccini (1858-1924). Den eneste sande efterfølger til Giuseppe Verdi i italiensk opera[47] var Puccini, hvis Tosca, La Bohème og Madama Butterfly er blandt de mest populære og velkendte i repertoiret i dag.
- Gustave Charpentier (1860-1956). Fransk komponist berømt for en enkelt opera, Louise, der foregår i et arbejderkvarter i Paris.[48]
- Claude Debussy (1862-1918). Ligesom Beethoven færdiggjorde Debussy kun én opera, men hans værk over Maeterlincks symbolistiske skuespil Pelléas et Mélisande er et vigtigt værk i det 20. århundrede musikdrama.[49] Værket er på mange måder en "anti-opera", da det kun indeholder lidt af den konventionelle sang eller handling, som publikum til premieren havde forventet; Debussy brugte sin underfundige orkestrering til at skabe en flyvsk drøm-lignende atmosfære, der stadig kan fascinere (eller frastøde) lyttere i dag.
- Pietro Mascagni (1863-1945). Italiensk komponist, der er berømt især for Cavalleria rusticana, der normalt opførelse sammen med med Leoncavallos I Pagliacci.[50]
- Richard Strauss (1864-1949). Strauss var en af meget få operakomponister i de første år af det 20. århundrede der tog udfordringen med at føre genren videre efter Wagners innovative værker.[51] Han komponerede flere operaer, der fortsat er yderst populære i dag, herunder Salome, Elektra, og Der Rosenkavalier.
- Hans Pfitzner (1869-1949). Pfitzner var tilhænger af Wagner og er bedst kendt for operaen Palestrina, der udforsker tradition og innovation i musik.[52]
- Arnold Schönberg (1874-1951). Schönberg var den førende modernistiske komponist og opfinderen af tolvtonemusik; han begyndte sin operakarriere med det ekspressionistiske monodrama Erwartung. Hans store opera Moses und Aron var ufuldendt ved hans død.[53]
- Maurice Ravel (1875-1937) skrev to korte, men innovative operaer: L'enfant et les sortilèges, der foregår i en barndomsverden, og den spansk-inspirerede L'heure espagnole.[54]
- Franz Schreker (1878-1934). Schreker var en østrigsk komponist, der forbindes med ekspressionismen og overgås kun af Richard Strauss i popularitet, men som jøde kom han i konflikt med nazisterne. Hans operaer omfatter Der Ferne Klang og Die Gezeichneten.[55]
- Igor Stravinskij (1882-1971). Efter at have komponeret den af Rimskij-Korsakov inspirerede Nattergalen og næsten-operaerne Renard og Histoire du Soldat modsatte Stravinskij sig strømningerne i det 20. århundrede ved at skrive en "nummer"-opera, The Rake's Progress.[56]
- Alban Berg (1885-1935). På grund af deres atonale musik, der går ud fra tonale konventioner, der går tilbage til slutningen af romantikken,[57] og tragiske libretti har Bergs mesterværker Wozzeck og Lulu holdt sig i repertoiret og endda fået øget popularitet efter komponistens død.[47]
- Béla Bartók (1881-1945) skrev kun én opera, Hertug Blåskægs borg, en vigtig brik i det tyvende århundrede musikteater og den eneste ungarske værk, der har en sikker plads i det internationale operarepertoire.[58]
- Sergej Prokofjev (1891-1953). Prokofjev var en stor moderne komponist i den russiske tradition[59] og skrev operaer om en bred vifte af emner, fra det komiske eventyr Kærligheden til de tre appelsiner, til den mørke og okkulte Ognenny angel og den episke Krig og fred. Ligesom Sjostakovitj led Prokofjev under det sovjetiske regime, men hans arbejde er for nylig blevet fremmet af førende kunstnere som Valery Gergiev.
- Paul Hindemith (1895-1963). En tysk komponist, der blev kendt i årene efter Anden Verdenskrig. Hans vigtigste opera Mathis der Maler, der beskæftiger sig med en kunstners problemer i en krisetid, er blevet opfattet som en allegori over Hindemiths situation i Det Tredje Rige.[60]
- George Gershwin (1898-1937) har sin plads i standard operarepertoiret på grund af sin Porgy og Bess.[61]

### 1900-
- William Walton (1902-1983). Waltons store opera er Troilus and Cressida.[62]
- Michael Tippett (1905-1998). Tippett var sandsynligvis den mest berømte britiske komponist, der fulgte i kølvandet på Benjamin Britten, og skrev operaer for at udforske metafysiske og sociale emner. De omfatter The Midsummer Marriage og The Knot Garden.[63]
- Dmitrij Sjostakovitj (1906-1975). Sjostakovitj' mest berømte opera, Lady Macbeth fra Mtsensk, en voldelig kærlighedshistorie, der foregår i det provinsielle Rusland, forargede de sovjetiske myndigheder. Han skrev senere en censureret version, Katerina Ismailova. Ikke desto mindre er den oprindelige version blevet et af de mest opførte operaværker i det 20. århundrede.[64]
- Samuel Barber (1910-1981). En amerikaner, der komponerede to store operaer, Vanessa og Antony and Cleopatra.[65]
- Gian Carlo Menotti (1911-2007). Italiensk-amerikansk komponist, der især er kendt for sit juleværk, Amahl and the Night Visitors, den første opera, der blev skrevet specielt til TV.[66]
- Benjamin Britten (1913-1976). Et af de få britiske operakomponister der har nået international anerkendelse og en af de yderst få komponister fra det 20. århundrede, hvis operaer er blevet værker på standardrepertoiret efter deres premiere. Disse operaer omfatter hans mesterværker Peter Grimes, A Midsummer Night's Dream og The Turn of the Screw.[67]
- Hans Werner Henze (1926-2012). En af de mest spillede operakomponister fra efter Anden Verdenskrig; hans værker omfatter Die Bassariden og Elegie für junge Liebende.[68]
- Peter Maxwell Davies (født 1934). Davies er en britisk modernist af "Manchesterskolen" og har skrevet mange sceniske værker, herunder Taverner og The Martyrdom of Saint Magnus.[69]
- Philip Glass (født 1937). Glass er en førende amerikansk komponist af den minimalistiske skole og kom først til berømmelse med operaen Einstein on the Beach, et samarbejde med teaterinstruktøren Robert Wilson. Mange sceniske værker (herunder Akhnaten og The Voyage) fulgte.[70]
- John Adams (født 1947). Ligesom Glass begyndte Adams som minimalist. Hans operaer beskæftiger sig med moderne emner. Nixon in China og The Death of Klinghoffer har fået kritisk anerkendelse samt fremprovokeret politisk polemik.[71]

## Betydende kvindelige operakomponister
Der er blevet anført flere grunde til, at der er relativt få kvinder, der har komponeret operaer og til, at ingen kvinde har skrevet værker, der kunne medtages på ovenstående liste.
Men nogle eksperter er uenige og har fremhævet en eller begge af nedenstående kvinder som sammenlignelige med de operakomponister, der allerede er anført:
- Dame Ethel Smyth (1858-1944) er måske mest kendt for sit arbejde for suffragette, men hun skrev også flere operaer, der er værd at bemærke, herunder The Wreckers.
- Judith Weir (født 1954) begyndte at komponere operaer i fuld længde i 1987 med A Night at the Chinese Opera.

## Fodnoter
1. 1 2  Orrey s. 59.
2. ↑  Viking Opera Guide, s. 768.
3. ↑  Orrey s. 18.
4. ↑  Professor Tim Carter skriver i Viking Opera Guide: "Monteverdis recitativ skyldes i høj grad Peri... Men "Orfeo" har meget bredere rødder. Der er mange referencer til traditionen i florentinske intermedier: De spektakulære sceneeffekter, de mytologiske emner, de allegoriske personer, antallet af instrumenter og det udvidede omkvæd" (s. 678). Carter skriver også om intermediet i The Oxford Illustrated History of Opera: "Storladne opførelser og lærd symbolik gjorde intermediet til et ideelt udtryk for den fyrstelige pragt" (s. 4).
5. ↑  Viking Opera Guide s. 189.
6. ↑  Orrey s. 35.
7. ↑  Orrey s. 55.
8. ↑  Viking Opera Guide s. 942.
9. 1 2  Orrey s. 40 .
10. ↑  Viking Opera Guide, s. 343.
11. ↑  Oxford Companion to Music, s. 783.
12. ↑  Orrey s. 85.
13. ↑  Viking Opera Guide, s. 216-218.
14. ↑  Orrey s. 101.
15. ↑  Viking Opera Guide, s. 210.
16. ↑  Orrey s. 139.
17. ↑  Viking Opera Guide, s. 1002.
18. ↑  Viking Opera Guide, s. 37-38.
19. ↑  Orrey s. 140.
20. ↑  Oxford Illustrated History of Opera, s. 146-150.
21. 1 2  Britannica s. 631 C.2
22. ↑  Orrey s. 134.
23. ↑  Viking Opera Guide, s. 412.
24. ↑  Orrey s. 129-133.
25. ↑  Orrey s. 153.
26. 1 2  Orrey s. 154
27. ↑  Orrey s. 180.
28. ↑  Viking Opera Guide, s. 1098.
29. ↑  Orrey s. 168-169.
30. ↑  Orrey s. 137-147.
31. ↑  Britannica s. 633 C.1
32. ↑  Orrey s. 177.
33. ↑  Viking Opera Guide, s. 134.
34. ↑  Viking Opera Guide s. 929. Viking anfører, at Saint-Saëns skrev 13 operaer, herunder et bidrag til et ufærdigt samarbejde med Guiraud og to opéras comiques.
35. ↑  Viking Opera Guide, s. 253.
36. ↑  Orrey s. 156-157.
37. ↑  Britannica s. 637 C.2
38. ↑  Orrey s. 182.
39. ↑  David Brown i Viking Opera Guide, s. 1083-1095 (Brown er forfatter til et værk i fire bind, Tchaikovsky: A Biographical and Critical Study, Gollancz, 1978-1991)
40. ↑  Viking Opera Guide s. 197.
41. ↑  Viking Opera Guide, s. 302.
42. ↑  Orrey s. 156
43. ↑  Graham Dixon i Viking Opera Guide, s. 622.
44. ↑  Viking Opera Guide, s. 864.
45. ↑  Britannica s. 638 C.2
46. ↑  Viking Opera Guide, s. 563.
47. 1 2  Orrey s. 225.
48. ↑  Viking Opera Guide, s. 202-204.
49. ↑  Orrey s. 216.
50. ↑  Viking Opera Guide, s. 617.
51. ↑  Orrey s. 213.
52. ↑  Viking Opera Guide s. 772.
53. ↑  Viking Opera Guide s. 952.
54. ↑  Viking Opera Guide, s. 848.
55. ↑  Viking Opera Guide, s. 958.
56. ↑  Orrey s. 220.
57. ↑  "Alban Berg". Komponister online. W. W. Norton & Company. Arkiveret fra originalen 30. maj 2006. Hentet 10. september 2006.
58. ↑  Viking Opera Guide s. 55.
59. ↑  Britannica s. 637 C.1.
60. ↑  Viking Opera Guide s. 467.
61. ↑  Viking Opera Guide s. 348.
62. ↑  Viking Opera Guide, s. 1207.
63. ↑  Viking Opera Guide s. 1102.
64. ↑  Orrey s. 232.
65. ↑  Viking Opera Guide s. 51.
66. ↑  Viking Opera Guide s. 648.
67. ↑  Orrey s. 234.
68. ↑  Viking Opera Guide, s. 461.
69. ↑  Viking Opera Guide, s. 243.
70. ↑  Viking Opera Guide, s. 360.
71. ↑  Viking Opera Guide, s. 17.
72. ↑  Se fx Katherine Kolbs anmeldelse af Women Writing Opera: Creativity and Controversy in the Age of the French Revolution.
73. ↑  Se #Referencelister

### Referencelister
Denne liste blev udarbejdet ud fra ti lister over store operakomponister; de ti lister er sammenstillet af anerkendte operaeksperter. De her anførte komponister optræder på mindst seks af disse ekspertlister. Judith Weir er anført på fire af de ti lister, mere end nogen anden kvindelig komponist i prøven. De ti anvendte lister er:
1. "Graeme Kay's Guide to Opera, produceret for BBC". Arkiveret fra originalen 30. august 2006. Hentet 6. april 2010.
2. "The "Opera" Encyclopaedia Britannica article".
3. "The "Opera" Columbia University Press Leksikon article".
4. Komponister nævnt i Nicholas Kenyons introduktion til Viking Opera Guide (1993-udgaven), ISBN 0-670-81292-7.
5. "The Standard Repertoire of Grand Opera 1607-1969", en liste der er medtaget i Norman Davies' Europe: a History (OUP, 1996; paperbackudgave Pimlico, 1997) ISBN 0-7126-6633-8.
6. Komponister nævnt i kronologien af Mary Ann Smart i The Oxford Illustrated History of Opera (OUP, 1994) ISBN 0-19-816282-0.
7. "A Bird's Eye View of the World's Chief Opera Composers" i The Oxford Companion to Music af Percy Scholes (10. udgave revideret af John Owen Ward, 1970). ISBN 0-19-311306-6.
8. Komponister med optagelser i The Penguin Guide to Opera on Compact Discs, ed. Greenfield, March and Layton (1993-udgaven) ISBN 0-14-046957-5.
9. The New Kobbe's Opera Book, red. Lord Harewood (1997-udgaven) ISBN 0-399-14332-7.
10. "Indholdsfortegnelsen i The Rough Guide til Opera". af Matthew Boyden. (2002-udgaven) ISBN 1-85828-749-9.

Bemærk:
- Følgende komponister er anført på alle lister: Berg, Britten, Donizetti, Gluck, Händel, Monteverdi, Mozart, Puccini, Rameau, Rossini, Richard Strauss, Verdi og Wagner.
- Følgende komponister er anført på ni af de ti lister: Bellini, Berlioz, Bizet, Glinka, Gounod, Lully, Massenet, Mussorgskij og Tjajkovskij.
- Følgende komponister er anført på otte af de ti lister: Adams, Debussy, Glass, Henze, Janáček, Leoncavallo, Menotti, Meyerbeer, Pergolesi, Purcell, Rimskij-Korsakov, Schönberg, Smetana, Thomas (Ambroise), Tippett og Weber.
- Følgende komponister er anført på syv af de ti lister: Auber, Beethoven, Borodin, Cavalli, Cherubini, Cimarosa, Delibes, Hindemith, Mascagni, Offenbach, Prokofiev, Ravel, Saint-Saëns, Sjostakovitj og Charpentier.
- Følgende komponister er anført på seks af de ti lister: Barber, Bartók, Chabrier, Peter Maxwell Davies, Dvořák, Gay og Pepusch, Gershwin, Halevy, Peri, Pfitzner, Scarlatti, Schreker, Spontini, Stravinsky og Walton.
- Judith Weir optræder på fire lister, Dame Ethel Smyth på to.

### Andre referencer
- Sadie, Stanley (ed.) (1992). The New Grove Dictionary of Opera. ISBN [[Special:BookSources/0-333-73432-7 and ISBN 1-56159-228-5|0-333-73432-7 and [[Internationalt Standardbognummer|ISBN]]&nbsp;[[Special:BookSources/1-56159-228-5 |1-56159-228-5]]]]. {{cite book}}: Tjek |isbn=: invalid character (hjælp).
- The Viking Opera Guide (1993). ISBN 0-670-81292-7.
- Warrack, John; West, Ewan (1992). The Oxford Dictionary of Opera. ISBN 0-19-869164-5.
- Boyden, Matthew;  et al. (1997). Opera, the Rough Guide. ISBN 1-85828-138-5. {{cite book}}: Eksplicit brug af et al. i: |first= (hjælp)
- Orrey, Leslie and Milnes, Rodney (1987). Opera: A Concise History. World of Art, Thames & Hudson. ISBN 0500202176.{{cite book}}:  CS1-vedligeholdelse: Flere navne: authors list (link)
- Encyclopedia Britannica: Macropedia Volume 24, 15th edition. "Opera" i "Musical forms and genres". ISBN 0-85229-434-4
- Parker, Roger (ed.) (1994). The Oxford Illustrated History of Opera. London: Oxford University Press. ISBN 0-19-816282-0. {{cite book}}: |last= har et generisk navn (hjælp)